# Juan Mignone
Juan Carlos Mignone Criserá (Montevideo, 14 novembre 1961) è un ex cestista uruguaiano.

## Carriera
Con l'Uruguay ha disputato i Giochi olimpici di Los Angeles 1984, i Campionati mondiali del 1986 e due edizioni dei Campionati americani (1984, 1988).